# John McCallum (herec)
John McCallum, CBE, AO (14. března 1918 Brisbane – 3. února 2010 Sydney) byl australský filmový a divadelní herec, scenárista a televizní producent se skotskými předky. Byl vedoucím producentem seriálu Skippy, na němž pracoval s producentem Leem Robinsonem, či válečného dramatu Útočná síla Z.